# Juliet Mphande
Juliet Mphande es una activista LGBT zambiana y fundadora de Amigos de Rainka Zambia. Es una periodista y activista por los derechos humanos y la paz.  Mphande ha llamado a los gobiernos que colonizaron África a responsabilizarse por las leyes antisodomía que  trajeron al continente.

## Amigos de Rainka
Amigos de Rainka (Friends of Rainka, en inglés, F.O.R), es una organización sin ánimo de lucro que busca promover los derechos humanos de las minorías sexuales en Zambia. Mphande ha estado implicada en la organización desde su fundación en 2007. Se trasladó desde un puesto en el consejo consultivo comunitario a un puesto en la junta directiva de la organización, y luego sirvió como la Directora Ejecutiva. La organización LGBT tiene su base en Lusaka.